# Sint-Kwintenskerk (Broksele)

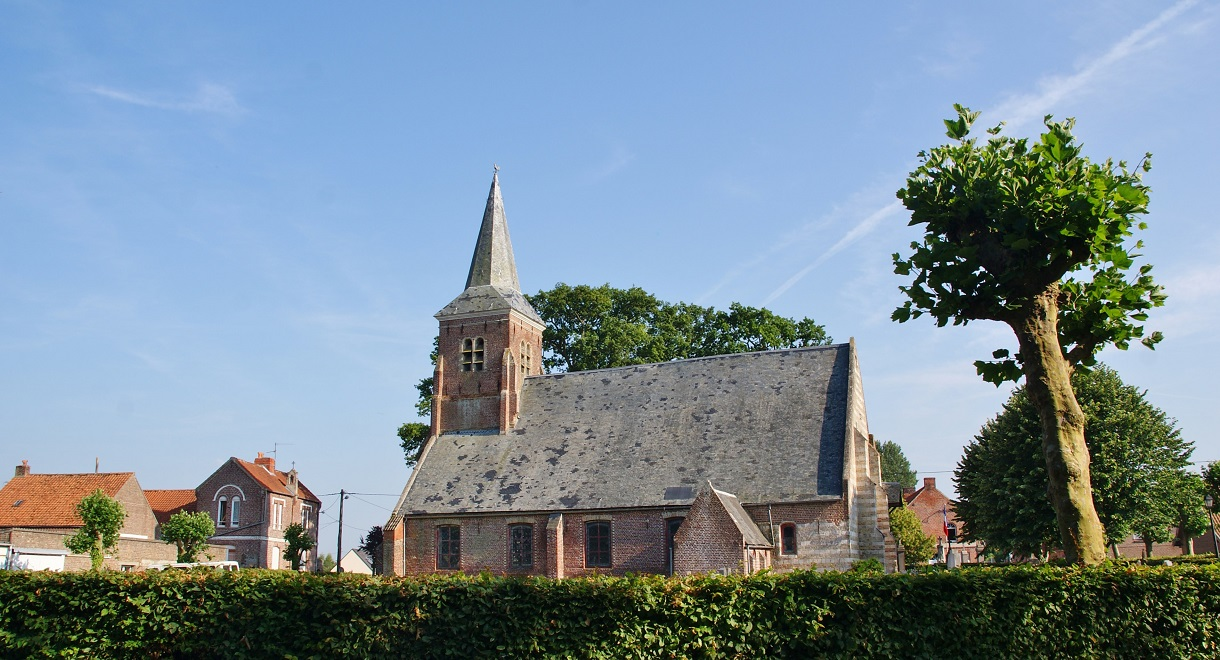
Zijaanzicht

De Sint-Kwintenskerk (Frans: Église Saint-Quintin) is de parochiekerk van de gemeente Broksele in het Franse Noorderdepartement.
Deze kerk werd gebouwd in 1561 en gewijzigd in 1801. De westgevel heeft een portaal en speklagen van baksteen afgewisseld met natuursteen. De vierkante toren bevindt zich in het oosten aan de koorzijde.